# Kauli Vaast
Kauli Vaast (Vairao, Tahití, 26 de febrero de 2002) es un deportista francés que compite en surf. Participó en los Juegos Olímpicos de París 2024, obteniendo una medalla de oro en la prueba masculina.

## Palmarés internacional
| Juegos Olímpicos | Juegos Olímpicos | Juegos Olímpicos | Juegos Olímpicos |
| Año              | Lugar            | Medalla          | Prueba           |
| ---------------- | ---------------- | ---------------- | ---------------- |
| 2024             | París (Francia)  | Medalla de oro   | Individual       |